# Samuel Beale
Pour les articles homonymes, voir Beale.
Samuel Beale (1803-1874) est un industriel anglais du milieu du XIXe siècle, qui a œuvré dans le domaine des chemins de fer et celui de la sidérurgie, dans la région de Birmingham, dont il fut le maire à partir de 1841.

## Biographie
Né en 1803 à Birmingham, était le fils aîné de William Beale (1770–1843) et sa femme Sarah, et le frère du juriste William John Beale (1807–1883). En 1836, il est le cofondateur de la Midland Bank, avec son premier patron, Charles Geach, et en 1842, tous deux rachètent la Park Gate iron manufacturing company.
La société profite ensuite de la railway mania qui saisit l'Angleterre entre 1844 et 1846, puis débouche sur le krach de 1847. Le réseau ferré en Europe est passé de 175 kilomètres en 1830 à 9 200 kilomètres en 1845. La Park Gate iron manufacturing company reçoit alors des commandes pour 30 000 tonnes de rails, au prix unitaire de 12 sterling la tonne, en provenance du magnant du rail George Hudson.
En 1844, il devient président De la Midland Railway, pour une durée de vingt ans.